# Watati
«Watati» — песня колумбийской певицы Кароль Джи при участии панамской музыканта Aldo Ranks. Она вышла 2 июня 2023 года лейблом Atlantic Records как первый промосингл альбома Barbie the Album, саундтрека к фильму «Барби».

## Предыстория
25 мая 2023 года были представлены артисты саундтрека «Барби», включая Хиральдо. В тот же день стало известно, что Ranks также будет частью саундтрека вместе с Хиральдо. 29 мая в социальных сетях саундтрека был опубликован фрагмент песни. Песня вышла 2 июня. На задней обложке первого винилового издания саундтрека песня указана неправильно — «Watiti».

## Композиция
Авторами выступили Хиральдо, Ranks и Ovy on the Drums, последний также выступил продюсером. Длительность песни составляет 2 минуты и 46 секунд. «Watati» — песня жанров реггетон, латин-поп и латин-трэп с элементами дембоу и регги на испанском языке and lyrics about dancing.. Название песни — выражение, созданное Ranks, которое он упоминает в начале своих песен.

## Музыкальный клип
Музыкальный клип вышел 15 июня 2023 года на YouTube-канале Кароль Джи и содержит клипы с Марго Робби и Райаном Гослином из фильма.. На протяжении всего клипа певица появляется в разных местах и в разных нарядах, включая зелёное платье и розовый скафандр. Ranks появляется на мониторе космического корабля во время пения его куплета.

## Участники записи
Согласно заметкам с CD Barbie the Album.
- Каролина Хиральдо Наварро – автор
- Даниэль Овьедо – автор
- Альдо Варгас – автор
- Ovy on the Drums – продюсер
- Роб Кинельски – микширование
- Эли Хейслер – ассистент микшера

## Чарты
| Чарт (2023)                            | Высшая позиция |
| -------------------------------------- | -------------- |
| Brazil Latin Airplay (Crowley Charts)  | 7              |
| Central America (Monitor Latino)       | 16             |
| El Salvador (Monitor Latino)           | 10             |
| Guatemala (Monitor Latino)             | 19             |
| Honduras (Monitor Latino)              | 4              |
| Latin America (Monitor Latino)         | 14             |
| Nicaragua (Monitor Latino)             | 18             |
| Panama (Monitor Latino)                | 2              |
| Panama (PRODUCE)                       | 2              |
| Spain (PROMUSICAE)                     | 100            |
| США (Billboard Bubbling Under Hot 100) | 25             |
| США (Billboard Hot Latin Songs)        | 28             |
| Venezuela (Record Report)              | 39             |

## Сертификации
| Регион                                                                      | Сертификация | Продажи |
| --------------------------------------------------------------------------- | ------------ | ------- |
| Испания (PROMUSICAE)                                                        | Золотой      | 30 000  |
| Данные о продажах + прослушиваниях приведены только на основе сертификации. |              |         |